# Siegmund von Hausegger
Siegmund von Hausegger (Graz, Àustria, 16 d'agost de 1872 - Múnic, Alemanya, 10 d'octubre de 1948) fou un compositor i director d'orquestra alemany. Era fill del crític musical Friedrich von Hausegger.
Estudià música i ensems seguí els cursos de la Universitat donant-se a conèixer el 1889 per una missa, i després estrenà en la seva ciutat natal l'òpera Helfrid el 1893. A aquesta òpera li seguí una altra òpera, Zinnober (Múnic, 1898) de la que també n'escriví el text. Per la temporada de 1895-1896 dirigí l'orquestra de l'Òpera de Graz i més tard fou director de l'orquestra Kaim de Múnic; del Museumkonzerti, de Frankfurt; dels Concerts Filharmònics d'Hamburg i de l'orquestra Bluthner, de Berlín.
A part de les obres mencionades, se li deuen: els poemes simfònics Dionysche Phantasie, per a orquestra: els poemes simfònics Barbarossa (1902), i Wieland der Schmied (1904), així com nombrosos cors amb acompanyament d'orquestra. A més, va publicar Alexander Ritter ein Bild seines Charakters und Schaffens (1907).
Com a professor de direcció, tingué entre altres alumnes a Walther Aeschbacher, Karl Marx, Karl Höller, Georg Ludwig Jochum o Ernst Gernot Klussmann (1901-1975).